# Володар перснів: Братерство персня
«Володар перснів: Братерство персня» (англ. «The Lord of the Rings: The Fellowship of the Ring») — новозеландський пригодницько-фентезійний фільм режисера Пітера Джексона 2001 року. Сценарій за книгою Дж. Р. Р. Толкіна The Fellowship of the Ring (в українському перекладі «Братство Персня»). Це перший фільм із кінотрилогії «Володар перснів», слідом за ним вийшли «Дві вежі» (2002) та «Повернення короля» (2003).
Дія фільму відбувається у вигаданому світі Середзем'я. Головний конфлікт оповіді — боротьба за Перстень Влади, що випадково потрапив до рук гобіта Більбо Торбина. Саме цього Персня бракує Темному Володареві для того, щоби завоювати увесь світ. Тепер небезпечні пригоди випадають на долю племінника Більбо, Фродо Торбина, бо йому цей Перстень довірено. Він мусить залишити свій дім і вирушити в небезпечну мандрівку просторами Середзем'я аж до Судної Гори, що розташована в осерді володінь Темного Володаря. Саме там він має знищити Перстень і завадити втіленню лихого задуму.
Прем'єра «Братерства персня» відбулася в Лондоні 18 грудня 2001 року. Фільм був високо оцінений критиками та глядачами, які визнали його віховим твором у кіновиробництві та досягненням у жанрі фентезі. Картина заробила понад 871 мільйон доларів у всьому світі й стала другою найвидатнішою кінострічкою 2001 року в США та у всьому світі (слідом за «Гаррі Поттером та філософським каменем»).
«Володар перснів: Братерство персня» був номінований на «Оскар» в тринадцяти категоріях, у тому числі «найкращий фільм», «найкраща режисерська робота» та «найкраща чоловіча роль другого плану» (Ієн Маккеллен), вигравши чотири: «найкраща операторська робота», «найкращий грим та зачіски», «найкраща музика до фільму» та «найкращі візуальні ефекти». Він також виграв чотири премії BAFTA, серед яких «найкращий фільм» та «найкраща режисерська робота». Спеціальне розширене видання було випущено 12 листопада 2002 року на DVD та 28 червня 2011 року на Blu-ray.
У 2007 році картина потрапила на 50 стрічку в рейтингу Американського інституту кіномистецтва. Фільм також потрапив на другу стрічку в рейтингу 10 найкращих американських фільмів у 10 класичних жанрах за версією AFI у жанрі фентезі. Кінострічка займає 24-е місце в списку «500 найвидатніших фільмів усіх часів» журналу Empire.
Загалом стрічка отримала 4 премії «Оскар» та ще 68 різних нагород і була представлена у 81 номінації.
Станом на 1 березня 2024 року фільм займає 9-ту позицію у списку 250 найкращих фільмів за версією IMDb.

## Сюжет
В пролозі фільму показана історія перснів кінця другої епохи Середзем'я: ельфи отримали три персні влади, гноми — сім, а люди — дев'ять. Темний володар Саурон таємно викував Єдиний Перстень аби підкорити інші персні, поступово захоплюючи владу над Середзем'ям. Люди та ельфи зібрались в Останньому Союзі і зійшлися з його армією біля Чорної Брами Мордора. Саурон вбив короля людей Еленділа, але його син Ісілдур зрубав уламком меча Єдиний Перстень з руки Саурона, чим знищив його фізичне тіло. Лорд Ельронд просив Ісілдура знищити Перстень аби покінчити з Сауроном, та Ісілдур вже був під дією чарів Персня і відмовив. Повертаюючись додому, орки напали на загін Ісілдура та вбили його, а Перстень опинився на дні річки. Через два з половиною тисячоліття його знайшов Ґолум і володів ним доки той його не покинув. Перстень був знайдений гобітом Більбо Беґінзом з Ширу.
Триває третя епоха Середзем'я. На 111-річчя Більбо у Шир прибуває маг Ґандальф, якого зустрічає Фродо, племінник Більбо. Маг та Більбо старі друзі, ще з часів мандрівки гобіта до Самотньої гори. Свято проходить весело, адже запрошено чимало гобітів з різних частин країни. Більбо виступає з промовою і раптом прощається з усіма, зникаючи за допомогою чарівного персня. Ґандальф зустрічає Більбо у нього в норі, де гобіт збирається в подорож до ельфів. Маг вмовляє Більбо залишити перстень Фродо. Фродо приходить до нори, де Ґандальф дарує тому перстень. Маг занепокоєний перстнем і просить гобіта сховати його, поки він вирушить дізнатись більше про магічні персні. Ґандальф дізнається у Мінас Тіриті, столиці Гондору, що цей перстень є Єдиним Перснем. Він відправив Фродо і його садівника Сема у подорож до Брі, де мав їх зустріти. Ще до містечка до них приєдналися їх друзі Піппін і Меррі. Гендальф же приїхав за порадою до мага Сарумана, але дізнався, що той тепер на службі в Саурона і створює йому нову армію Урук-гай. Саруман ув'язнив Ґандальфа на вершині своєї вежі. Він повідомив, що назустріч Фродо вирушили дев'ять назґулів, щоб відібрати Перстень. Фродо з друзями зустрів їх уночі, але їм вдалося від них втекти. Гобіти дісталися Брі, де їх зустрів знайомий Ґандальфа Блукач. Він повів їх у Рівенділ. Гобіти збирались зробити привал, проте довелось зачекати ночі, коли вони досягли руїн вежі Амон-Сул, де отримали зброю. Та по дорозі Король-Чаклун поранив Фродо морґульським клинком. Мандрівники зустріли ельфу Арвен, яка доправила гобіта, що помирає, до свого батька, правителя ельфів Рівендола, Елронда, і він вилікував Фродо.
У Рівендолі Фродо зустрів Більбо і Ґандальфа, який втік з башти за допомогою велетенського орла. Елронд скликав раду, де вирішувалась доля Персня. Було вирішено, що його треба знищити у полум'ї гори Ородруїн. Перстень згодився нести Фродо. З ним також мали вирушити Сем, Піппін, Меррі, Блукач (тут Фродо дізнається, що це нащадок королів Араґорн), ельф Леґолас, ґном Ґімлі (син Ґлойна, що подорожував разом з Більбо), син намісника Ґондора Боромир і Ґандальф. Спочатку Ґандальф повів Братство Персня через перевал Карадрас, але Саруман викликав грозу, що змусила повернути їх до печер Морії. Перед входом на них напало озерне чудовисько, але вони відбились від нього. У копальнях з'ясувалось, що Балін загинув. У печері, де його поховано, на них напали орки й троль, який ледь не поранив Фродо, та того врятувала кольчуга, подарована Більбо. Також йому дістався від нього меч Жало. Наступним нападником став Балроґ, демон з глибин. На мості він бився з Ґандальфом і вони обидва впали у прірву.
Вцілілі вибралися з печер і попрямували до лісу Лоріену. Там їх зустріли його володарі, Ґаладріель та Келеборн. Галадріель показала Фродо у своєму магічному дзеркалі, що в разі його поразки Шир буде знищено. Вона подарувала йому флакон зі світлом зірки Еаренділа Намаріель. Далі Братство вирушило на човнах по Андуїну. Коли вони причалили до берега, Фродо вирішив піти, але Боромир намагався забрати в нього Перстень, щоб дати силу військам Ґондору, проте гобіту вдалося втекти. В цей час їх наздогнали урук-гаї. Почалася битва. Лідер орків Ларц вбив Боромира, але сам був убитий Араґорном. Інші орки забрали в полон Меррі та Піппіна. Фродо і Сем, який ледь не потонув, перепливли річку і вирушили в Мордор самі. Араґорн, Леґолас і Ґімлі почали переслідування орків, щоб врятувати гобітів. Братство розпалося.

## У ролях
- Фродо Беґінз — Елайджа Вуд: гобіт з Ширу, який отримав у спадок від свого дядька Більбо Перстень Всевладдя. Він став вартовим Персня і мав віднести його в Мордор, щоб знищити. Разом з ним вирушило ще восьмеро, разом вони утворили Братство Персня.
- Сем Ґемджі — Шон Астін: гобіт, найкращий друг Фродо і його садівник. Через допитливий характер йому довелося йти разом з Фродо до Рівендолу, а потім до Мордору, також у складі Братерства Персня. Сем мріяв під час подорожі побачити ельфів.
- Араґорн — Вігго Мортенсен: дунадан-слідопит, який прикривається ім'ям Блукач. Є спадкоємцем трону Ґондора і нащадком Еленділа. Має добрі відносини з ельфами, закоханий в ельфійську принцесу Арвен. Також входив до Братерства Персня.
- Ґандальф Сірий — Ієн Маккеллен: мудрий чарівник, відомий приязню до гобітів, який допомагав Фродо і давав йому поради. Він дізнався про зраду Сарумана першим. Під час битви з балроґом у Морії, впав у безодню разом з демоном. Очолював Братство Персня.
- Меріадок «Мері» Брендіцап — Домінік Монаґан: гобіт, друг Фродо, який показував короткий шлях до Брі. Попросився до Братерства Персня разом зі своїм родичем і найкращим другом Піппіном, з яким завжди був разом. Є одним з комічних персонажів.
- Переґрін «Піпін» Тук — Біллі Бойд: гобіт, друг Фродо, родич і найкращий друг свого двоюрідного брата Меррі, з яким майже ніколи не розлучався. Разом з Меррі попросився до Братерства Персня. Є одним з комічних персонажів.
- Боромир — Шон Бін: син намісника Ґондора і командуючий військами країни. Увійшов до Братерства Персня. Прагнув отримати Перстень і відвезти у Мінас Тірит, вважаючи, що це допоможе перемогти Мордор і Саурона.
- Леґолас — Орландо Блум: ельф, який представляв у Братерстві Персня лісових ельфів Лихолісся, син короля Трандуїла. Чудово стріляв з лука.
- Ґімлі — Джон Ріс-Девіс: ґном, син Ґлойна, який подорожував разом з Більбо. Спершу був негативно налаштований проти ельфів, але, приєднавшись до Братерства Персня, став найкращим другом ельфа Леголаса.
- Саруман Білий — Крістофер Лі: чаклун, який очолював Орден Істарі-магів. Він приєднався до Саурона. Створив у Ісенґарді армію з нових поліпшених орків-воїнів Урук-хай.
- Саурон — Сала Бейкер: темний володар Мордору, який був майаром Мелькора. Він створив Перстень Всевладдя. Був знищений у битві біля Чорної Брами. Його дух повністю не зміг відновити колишню силу, а тому прагне повернути Перстень і захопити Середзем'я.
- Елронд — Г'юго Вівінґ: напівельф, який обрав долю ельфів. Володар Рівендолу і батько Арвен. Очолив раду Елронда і запропонував знищити Перстень. Зневірився у силі людей, коли Ісілдур не знищив Перстень у горі Ородруїн за 3000 років до того.
- Ґаладріель — Кейт Бланшетт: чаклунка, володарка ельфів Лоріену, дружина Келеборна. Вона відкрила Фродо майбутнє у Дзеркалі Ґаладріелі, а також наділила Братство Персня подарунками.
- Арвен — Лів Тайлер: ельфійка, донька Елронда, закохана в Араґорна, якому подарувала підвіску. Вона привезла Фродо у Рівенделл, коли його поранив король-привид з Ангмару. Задля Арагорна хоче відмовитись від безсмертя.
- Більбо Торбин — Ієн Голм: 111-річний гобіт, який знайшов під час подорожі Перстень Всевладдя, а тепер залишив його у спадок племіннику Фродо. Друг Ґандальфа. Почав писати книгу про свої пригоди. Перебрався жити у Рівенделл до ельфів.
- Ларц — Лоуренс Макоаре: лідер загону урук-гаїв, що переслідував Братство Персня, вбив Боромира біля ріки Андуїн. Сам був убитий Араґорном. Коли його лише відкопали, відразу вбив гобліна, який це зробив.
- Ґолум — Енді Серкіс: колишній гобіт і колишній власник Персня Всевладдя, який прагне його повернути, і для цього переслідує Братство Персня і Фродо.
- Келеборн — Мартон Чокаш: володар ельфів Лоріену, який подарував Араґорну кинджал.
- Галдір — Крейг Паркер: головний в охороні Лоріену ельф, який провів Братство Персня до володарів лісу Ґаладріелі та Келеборна.
- Розі Коттон — Сара Маклеод: гобіт, власниця таверни «Зелений дракон», у яку був закоханий Сем.

## Українське закадрове озвучення та дубляж

### Український дубляж студії «Так Треба Продакшн» на замовлення vod-платформи sweet.tv
Українською мовою фільм дубльовано студією Так Треба Продакшн на замовлення vod-провайдера sweet.tv у 2021 році.
Творча команда:
- Режисери дубляжу — Наталя Надірадзе, Олена Бліннікова
- Звукорежисери запису — Андрій Єршов, Ярослав Зелінський
- Звукорежисер постпродакшн — Сергій Ваніфатьєв

Ролі дублювали: Андрій Федінчик, Анна Соболева, Борис Георгієвський, Валентина Сова, Вікторія Левченко, Володимир Терещук, Дем'ян Шиян, Дмитро Зленко, Дмитро Терещук, Єва Головко, Євген Пашин, Євген Локтіонов, Кирило Татарченко, Лесь Задніпровський, Михайло Войчук, Михайло Жонін, Наталя Поліщук, Олександр Шевчук, Павло Лі, Павло Скороходько, Сергій Гутько, Юрій Гребельник, Юрій Коваленко

### Українське багатоголосе закадрове озвучення студії 1+1 на замовлення телеканалу 1+1
Українською мовою фільм озвучено студією 1+1 на замовлення телеканалу 1+1.
Ролі озвучили: Інна Капінос, Євген Нищук, Олександр Ігнатуша

### Українське багатоголосе закадрове озвучення студії ТВ+ на замовлення телеканалу ICTV/Новий канал
Українською мовою фільм озвучено студією ТВ+ на замовлення телеканалу ICTV/Новий канал.
| Роль               | Актор (актриса) | ролі озвучували     |
| ------------------ | --------------- | ------------------- |
| Фродо Беґінз       | Елайджа Вуд     | Юрій Кудрявець      |
| Сем Ґемджі         | Шон Астін       | Михайло Тишин       |
| Арагорн            | Вігго Мортенсен | Михайло Жонін       |
| Гендальф           | Іен МакКеллен   | Юрій Гребельник     |
| Меріадок Брендібак | Домінік Монаґан |                     |
| Перегрін Тук       | Біллі Бойд      |                     |
| Боромир            | Шон Бін         |                     |
| Леґолас            | Орландо Блум    |                     |
| Гімлі              | Джон Ріс-Девіс  | Борис Георгієвський |
| Саруман Білий      | Крістофер Лі    |                     |
| Саурон             | Сала Бейкер     |                     |
| Елронд             | Г'юго Вівінґ    | Євген Пашин         |
| Галадріель         | Кейт Бланшетт   | Тетяна Зіновенко    |
| Арвен              | Лів Тайлер      |                     |
| Більбо Беґінз      | Ієн Голм        | Дмитро Завадський   |
| Горлум             | Енді Серкіс     |                     |
| Ларц               | Лоуренс Макоаре |                     |
| Келеборн           | Мартон Чокаш    |                     |
| Халдір             | Крейг Паркер    |                     |
| Розі Коттон        | Сара Маклеод    |                     |

## Вирізані сцени
З відзнятого матеріалу були вилучені деякі сцени, які не впливають на зміст фільму в цілому, або на повороти сюжетних ліній. Кілька з них були вставлені у «Доповнене видання» стрічки, яке вийшло 12 листопада 2002 року. Ті ж сцени, що не ввійшли й сюди будуть долучені у «Закінченому виданні», про яке повідомляв навесні 2005 року Пітер Джексон.
Нижче представлені сцени, яких немає або вони скорочені у театральній версії стрічки:
- У Битві Останнього Союзу відсутнє детальніше зображення армії Мордору (є лише у «Закінченому виданні»);
- Ісілдур одягає Перстень Всевладдя і стає невидимим. Він стрибає у річку, але Перстень зісковзнув і орки побачили короля, почали стріляти. (входить і у «Доповнене видання»);
- У пролозі показана карта Середзем'я і Більбо починає писати свою книгу, де описує життя і звичаї гобітів (Тут вперше представлений Сем, ще до того як показують Фродо). У двері хтось стукає і він кличе Фродо, якого немає вдома. (входить і у «Доповнене видання»);
- Ґандальф має довші розмови з Фродо при зустрічі по приїзді та після того, як з'ясовується, що у Торбина саме той Перстень, а також з Більбо під час зустрічі у того вдома. Більбо також починає шукати Перстень і нервуватись, коли його відразу не знаходить. До Більбо також прибуває набридлива родичка Саккл-Торбин, якій він не відчиняє і ховається. (входить і у «Доповнене видання»);
- На святкуванні Дня народження Більбо він знову ховається від родичів Саккл-Торбинів, але тепер уже з Фродо, якому каже, що саме він все успадкує. Також Меррі і Піппін довше вовтузяться з феєрверком. (входить і у «Доповнене видання»);
- Фродо сидить з друзями у таверні «Зелений дракон», де ті обговорюють Більбо і Сем поглядає на Роззі Коттон, якій робить щось на зразок освідчення інший гобіт. (входить і у «Доповнене видання»);
- Трохи по іншому виглядає привал Фродо і Сема, біля якого вони зустрічають процесію Лісових Ельфів, що прямують у Сірі Гавані. Потім Сем не може заснути і починає їсти.(входить і у «Доповнене видання»);
- Після цього спати заважають лісові тварини: олені, кролики тощо. (є лише у «Закінченому виданні»);
- Араґорн веде гобітів через Комарині болота, де Піппін падає у воду, а сам Блукач упольовує оленя. Згодом він співає про Арвен, а потім, відповідаючи Фродо, розповідає про неї вже не у пісенній формі. (Тепер відбувається сцена на Амон Сул із пораненням Фродо.) Після поранення Фродо, коли він опиняється біля тролів, яких зустрів Більбо, йому спочатку здається, що вони справжні, проте Сем його інформує. (входить і у «Доповнене видання»);
- У Рівендолі Фродо бачить двох ельф, що грають між дерев. (є лише у «Закінченому виданні»);
- Тут також Боромир перш ніж порізатись уламком Нарсіла питає в Араґорна, хто він. На це він отримує відповідь, що той друг Ґандальфа і слідопит. (входить і у «Доповнене видання»);
- На раді в Елронда Гендальф розповідає про Саурона і пояснює, як той втратив Перстень. (є лише у «Закінченому виданні»);
- Боромир довше виступає, а також говорить про свій сон. Ґандальф читає напис на Персні мордорською мовою. (входить і у «Доповнене видання»);
- Перед початком походу Араґорн відвідує могилу своєї матері, яку навіть не пам'ятає і тут спілкується з Елрондом. (входить і у «Доповнене видання»);
- Елронд і Арвен напучують Братство Персня і Фродо виводить їх з Рівенделу, питаючи у Ґандальфа, в який бік повертати. (входить і у «Доповнене видання»);
- Під час тренування Боромиром гобітів фехтуванню, вони збивають з ніг не лише його, а й Араґорна. (входить і у «Доповнене видання»);
- Біля стін Морії Ґандальф попереджає Фродо про Боромира, а Ґімлі довше говорить про саму Морію. На вході Ґандальф підбирає паролі довше і гримає на Піппіна через його висловлювання щодо цього. (входить і у «Доповнене видання»);
- У Морії Братство дивиться у провалля, і Піппін притримує Меррі, щоб той не впав. (входить і у «Доповнене видання»);
- Під час нападу печерного троля Араґорн встигає врятувати Боромира від раптового виникнення орка. Сам бій з тролем також довший. (входить і у «Доповнене видання»);
- Після того, як Братство залишило Морію і підійшло до Золотого Лісу, їх наздоганяють орки, з якими йде бій. (є лише у «Закінченому виданні»);
- Галдір відводить Братство не відразу до Лоріену, а спершу залишає їх на ніч на дереві-сторожовій вежі, бо не хоче відразу пускати зло до Лоріену, що викликає у Братерства недружні погляди і невдоволення у Ґімлі, що звик до ночівлі на землі. Боромир же говорить із Фродо про тяжку ношу і загибель Ґандальфа. Фродо чує у лісі голос Ґаладріелі. (входить і у «Доповнене видання»);
- Ґаладріель і Келеборн довше розмовляють з Братерством. Під час панахиди за Ґандальфом, Сем читає вірш, а Араґорн будить Ґімлі, який задрімав. (входить і у «Доповнене видання»);
- У Дзеркалі Ґаладріелі напад орків на Шир довший. (є лише у «Закінченому виданні»);
- Келеборн дарує Араґорну ельфійський кривий кинджал. Ґаладріель, що пливе на човні-лебеді, обдаровує не лише Фродо, а й усіх інших. Усі отримують плащі з листям Лоріену. Піппін і Меррі також отримують кинджали, а Сем обдарований мотузкою. Леґолас отримує новий лук, а Ґімлі просить волосину Ґаладріелі. Араґорн не отримує дарунку від Ґаладріелі, бо вже має дар від Арвен, який є для нього найкращим захистом. Всі сідають у човни, в яких довго пливуть. Також Братерству видали ельфійський хліб лембас, який Піппін і Меррі вже встигли скуштувати. (входить і у «Доповнене видання»);
- Під час нічної зупинки Сем помічає те, що у Фродо тяжко на душі. Араґорн і Боромир бачать Ґолума, який ховається у річці за пливучою гілкою. Також Боромир звинувачує Араґорна у якихось темних намірах. (входить і у «Доповнене видання»);
- Боромир довше намагається відібрати у Фродо Перстень. Коли Фродо одягає Перстень, то бачить не лише Мордор, а й усі інші частини Середзем'я. (є лише у «Закінченому виданні»);
- Перстень звертається до Араґорна, коли той закриває його у руці Фродо перед нападом урук-гаїв, з якими Боромир довше б'ється. Їх також атакують каменями гобіти Меррі і Піппін. (входить і у «Доповнене видання»);
- Довше б'ються з урук-гаями Араґорн, Леґолас і Ґімлі. Фродо і Сем також вступають у бій з ними. (є лише у «Закінченому виданні»).

## Відмінності від книги
У пролозі «книги», на відміну від прологу фільму, облога Барад-дура триває сім років, а не як показано у стрічці у вигляді простої битви, де Саурона швидко перемагають. У книзі Саурон не вибухає, а лише відлітає його дух. Ісілдур не знищує Перстень Всевладдя, але той не бере над ним гору. Елронд не веде його також у жерло гори Ородруїн.
У книзі між тим, коли Ґандальф залишає Перстень Фродо, і тим, коли він повертається, щоб докладніше розповісти про нього, проходить 17 років. Ґандальф розповідає історію Ґолума, яку показано лише на початку третього фільму. Фродо не збирається у дорогу нашвидкуруч, а робить ретельну підготовку, у тому числі повідомляє друзів, що хоче жити десь сам. За цей час Перстень починає впливати на гобіта і не полишає його думок. З Ширу Фродо йде не лише з Семом, а й з Піппіном. Далі вони зустрічають ельфів, але не лише споглядають на них, а й розмовляють з ними. Також не лише Чорні Вершники відвідують гобіта-відлюдника, а й Фродо з друзями заходять у гості до нього. Меррі ж вони зустрічають біля нового будинку-прикриття Фродо, де з ними також сидить Фредді. Проте його з собою вони не беруть.
Ґандальф дізнається про один з палантірів — кулі, за допомогою якої Саруман зв'язувався з Сауроном тільки у другій частині трилогії, тоді як у фільмі — у першій.
У фільмі немає сюжетної лінії Тома Бомбадила, якого гобіти зустрічають у лісі. Він рятує їх, коли вони застрягають у корінні, захоплені Вербою (у кінотрилогії захоплені лише Меррі та Піппін, у доповненому виданні «Двох веж», де їх рятує Деревобород).
У книзі гобіти потрапляють до кургану, з якого їх витягає Том Бомбадил, і з якого вони забирають собі кинджали. У фільмі зброю гобітам видає Араґорн. У Брі Чорні Вершники викрадають усіх коней, окрім поні Білла, а це випущено у фільмі. У Брі першим зустрічає Чорних Вершників у конюшні Меррі і ніби потрапляє у суцільну пітьму. У книзі Барлі, власник таверни «Гарцюючий поні», також передає Фродо лист від Ґандальфа, чого у фільмі не було. Гобіти і Араґорн, на відміну від книги, на Вершині Вітрів не бачать нападу на Ґандальфа.
У книзі Фродо відвозить до Рівендолу не Арвен, а Ґлорфіндел. Арвен вони вперше бачать на обіді в Елронда, де Фродо розмовляє з Ґлойном. Річку направляє проти назґулів не Арвен, а сам Елронд. На раді Елронда присутній також і Більбо, який хоче нести Перстень до Мордору, але через довгий час володіння ним і вік гобіта йому забороняють робити це. Араґорну відразу перековують меч Нарсіл у Андріл, у кінотрилогії це роблять лише у третій частині Володар Перснів: Повернення короля.
У фільмі Ґандальф прибуває за порадою до Сарумана сам, в той час, як у книзі його спрямовує Радаґаст, який говорить, що той чекає на нього. Потім він же відсилає йому на допомогу орла Ґвайґіра, а не Гендальф просить привести його метелика. Також не Саруман викликає грозу на Карадрасі. У самій книзі Саруман з'являється лише у другому томі роману «Дві вежі».
Ґандальф розповідає, що разом з Араґорном шукав Ґолума. Коли його зловили, то залишили в ельфів, але він втік під час нападу орків. Цього у стрічці немає, тому про цей епізод фани Толкіна створили короткометражний фільм Полювання на Горлума.
Перед входом у Морію Братство атаковане вовками, напад яких є лише у другому фільмі. У фільмі Ґандальф не хоче спускатись у Морію, і Саруман знає чому, бо відає про Балроґа. Про загибель ґномів Братство Персня дізнається лише тоді, коли знаходить усипальницю Баліна. У фільмі ж тіла гномів знайдені уже біля входу в Морію. В усипальниці Фродо атакує списом не тролль, а великий орк, хоча тролі в книзі також є з орками. Сам епізод в усипальниці виглядає дещо інакше, наприклад, у книзі щоденник знаходить Ґімлі в іншій кімнаті, а не Ґандальф; Піппін не піднімає шуму, а з дверей визирає Ґандальф, а не Боромир.
Гелдар веде Братство у Лоріен до Ґаладріелі через річку, над якою ельфи роблять міст з мотузок. Цього у фільмі не показано. У фільмі Ґаладріель не робить Араґорну подарунків, лише Келеборн дає йому ельфійський кинджал. У книзі ж Араґорн отримує у подарунок від володарки ельфів піхви для меча і брошку-орла. Піппіну і Меррі у книзі дарували лише пояси, а у фільмі вони ще отримали зброю. Окрім мотузки Сем отримав ще землю з Лоріену, а Боромиру подарували золотий пояс, у той час як у фільмі йому не дарували нічого, окрім тих плащів, що й усім іншим.
У книзі не Араґорн та Боромир бачать Ґолума у ріці, а Фродо і Сем. Орки починають атакувати Братство ще, коли вони пливуть в човнах. Також Леґолас підстрілює літаючого назґула, якого гобіти зустрічають лише у другому фільмі.
Араґорн, Ґімлі та Леґолас дізнаються про загибель Боромира лише на початку другого тому.

## Створення

Джексон, МакКеллен та Лі на зніманні сцени в Ісенґарді

Над створенням стрічки «Володар Перснів» режисер Пітер Джексон почав працювати у серпні 1997 року. До процесу знімання було долучено близько трьох тисяч осіб, з них 300 були задіяні у мистецькому департаменті.
Для створення світу Середзем'я були запрошені майстри спецефектів Крістіан Ріверс та Річард Тейлор з Weta Workshop. Джексон хотів, щоб Середзем'я виглядало якомога реалістичніше та правдоподібніше, до того ж в історичній манері. У листопаді до роботи також долучились Алан Лі та Джон Хоу, які працювали над локаціями Середзем'я, такими як Рівенділ, Морія, Ісенґард, Лоріен, Шир тощо. Разом з працівниками Департаменту Мистецтв Грантом Мейором і Деном Хенна вони створювали архітектурні споруди, інтер'єри будівель, які відповідали б обраним культурам (ельфи, гобіти, ґноми), вибирали найбільш підходящі місцевості у Новій Зеландії, де природа найкраще відповідала б поставленим вимогам. Наприклад, територію, де мав бути розташований Шир готували рік: регулювали довжину трави, будували будинки гобітів, яких було зроблено 28 (а також 47 димоходів).
1 квітня 1999 року дизайнер Н'їла Діксон приєдналась до команди. Разом із 40 швачками вона створила 19 000 костюмів, по 40 для кожного актора та дублера. Волосся на перуки було придбане в Росії.

### Акторський склад
За шість тижнів до початку зйомок, 11 жовтня 1999 року, актори почали тренуватись битись на мечах, їздити верхи, плавати на човнах та декламувати поезії Толкіна. А учасники Братерства Перснів, окрім Джона Ріс-Девіса, зробили собі татуювання у вигляді ельфійської дев'ятки. Елайджа Вуд зробив його на животі, Шон Астін та Біллі Бойд — на місці накладних стоп, Іен МакКеллен, Вігго Мортенсен, Домінік Монаган (саме він запропонував зробити татуювання) і Шон Бін — на плечах, а Орландо Блум — на передпліччі, що можна побачити у фільмі Пірати Карибського моря: Прокляття «Чорної перлини».
Елайджу Вуда, великого фана книги, обрали 7 липня 1999 року з-поміж 150 претендентів, серед яких також був Домінік Монаган, що зіграв Меррі.
На роль Араґорна претендували Ніколас Кейдж, Він Дізель, Расселл Кроу та Деніел Дей-Льюїс, проте дехто з них був задіяний в інших проєктах, а останній відмовився. Зніматись почав Стюарт Тавнсенд, але Пітер Джексон вирішив, що він занадто молодий для цього персонажа і запропонував цю роль Вігго Мортенсену, якого вмовив син. Мортенсен прочитав книгу у літаку, а також нашвидкоруч навчився фехтувати.
Роль Ґандальфа пропонували Шону Коннері і Патріку Стюарту, але їм не сподобався сценарій, а також Крістоферу Лі, але він виявився занадто старим і тому зіграв Сарумана. Також роль мав виконувати батько Шона Астіна Джон. Проте зупинились на МакКеллені, який працював більше з дублерами гобітів.
У ролі Боромира були зацікавлені Ліам Нісон та Брюс Вілліс, але був затверджений Шон Бін.
Орландо Блум спершу мав грати Фараміра, але на роль цього персонажа обрали Девіда Вехема, тому він зіграв Леґоласа.
Ґімлі спершу мав грати Біллі Конноллі, але згодом затвердили Джона Ріс-Девіса, якому зробили штучні «мішки» під очима.
У ролі Елронда був зацікавлений Девід Боуї, проте Джексон відмовився взяти його.
Лів Тайлер вирішили запросити у фільм як голівудську зірку.
На роль Більбо претендував Сильвестр МакКой, але Джексон запросив Голма, тому що той грав Фродо у радіоваріанті історії. Однак, МакКой виконав роль Радаґаста у трилогії Гоббіт.

### Спеціальні ефекти
Найчастіше використовувалися спецефекти, пов'язані з різним зростом персонажів, адже гобіти мали бути дійсно меншими за людей чи ельфів. Проте актори, які їх грали, не були низького зросту (наприклад, Елайджа Вуд заввишки 1.68 м). Через це використовувались різні прийоми знімання. Були задіяні дублери, посилена перспектива, різні розміри заднього плану, тобто акторів знімали окремо, а потім поєднували зображення, і навіть просте присідання з камерою.
Для створення битви біля гори Ородруїн була використана технологія комп'ютерного генерування великої кількості елементів зображення (воїнів), які рухаються незалежно одне від одного. У С. Ріджілоуса спершу були складнощі із цією програмою, адже одне одного атакували невідповідні групи супротивників, а деякі воїни рухались не в той бік, не бачачи ворога через його місце розташування, або тікали. Проте ці проблеми були успішно виправлені. Тепер воїни бігли, доки переслідували ворогів, інші ж були запрограмовані загинути чи вижити.
Особливу увагу також приділяли правдоподібності фантастичних істот. Їх спершу створювали у вигляді макетів, а потім за допомогою комп'ютера додавали деталі скелету, м'язів, покривів та розраховували усі можливі рухи при такій статурі. Для палаючого Балроґа була створена спеціальна система, яка імітувала вогонь. Увага приділялась також і голосам істот. Так, наприклад, гарчання тролля було створене шляхом поєднання кінського іржання, гарчання тигра та моржа.

### Музичний супровід
Над музичним супроводом до фільму два роки працював композитор Говард Шор. Виконували створені ним мелодії Симфонічний Оркестр Нової Зеландії, Лондонський Філармонічний Оркестр, Лондонські Голоси, Едвард Росс з Лондонської Школи Риторики. Пісні «Анірон» та «May It Be» створені і виконані співачкою Енія.

## Нагороди та номінації

### Оскар

#### Нагороди
- Найкраща робота оператора — Ендрю Лесні
- Найкращі візуальні ефекти — Джим Райгіл
- Найкращий грим — Пітер Овен, Річард Тейлор
- Найкраща музика — Говард Шор

#### Номінації
- Найкращий фільм
- Найкращий режисер — Пітер Джексон
- Найкращий монтаж — Джон Гілберт
- Найкраща чоловіча роль другого плану — Іен МакКеллен
- Найкращий художник — Грант Майор, Ден Хенна
- Найкращі костюми — Н'їла Діксон, Річард Тейлор
- Найкраща пісня — Енія, Говард Шор
- Найкращий звук — Крістофер Бойес
- Найкращий адаптований сценарій — Пітер Джексон, Френ Велш

### Золотий глобус

#### Номінації
- Найкраща драма
- Найкращий режисер — Пітер Джексон
- Найкраща музика — Говард Шор
- Найкраща пісня — Енія

### BAFTA

#### Нагороди
- Найкращий фільм
- Приз глядацьких симпатій
- Приз ім. Девіда Ліна за режисуру — Пітер Джексон
- Найкращі візуальні ефекти — Джим Райгіл
- Найкращий грим — Пітер Овен

#### Номінації
- Приз ім. Ентоні Аскуіта за музику — Говард Шор
- Найкращий оператор — Ендрю Лесні
- Найкращі костюми — Н'їла Діксон
- Найкращий монтаж — Джон Гілберт
- Найкраща чоловіча роль — Іен МакКеллен
- Найкращий художник — Грант Майор
- Найкращий адаптований сценарій — Пітер Джексон, Френ Велш
- Найкращий звук — Девід Фармер
- Дитячий приз за найкращий фільм — Пітер Джексон

### MTV Movie Awards

#### Нагороди
- Найкращий фільм[2]

#### Номінації
- Найкраща чоловіча роль — Елайджа Вуд
- Найкраща битва — сцена у печерах
- Найкращий поєдинок — Іен МакКеллен, Крістофер Лі
- Найкращий лиходій — Крістофер Лі

### Премія Г'юґо
- Найкраще драматичне викладення

### Емпайр Евордс
- Найкращий фільм

### Американський Інститут Кіномистецтва
- Увійшов у десятку найкращих американських фільмів з десяти класичних жанрів другим у жанрі фентезі

### Сатурн
- Найкращий фільм у жанрі фентезі
- Найкращий актор другого плану — Іен МакКеллен
- Найкращий режисер — Пітер Джексон
- Найкраще спеціальне видання — Режисерська версія (доповнене видання)

## Цікаві факти
- Спершу New Line Cinema планувалось зробити пролог до фільму тривалістю 2 хвилини, але у остаточному варіанті він йде майже 8 хвилин.
- За один знімальний день відзнімалось 3-4 години матеріалів, хоча при зніманні звичайного повнометражного фільму знімають 20-30 хвилин.
- На сніданок персоналу йшло 1 460 яєць.
- Для знімання збудували два помешкання Більбо Торбина різних розмірів. Перше було більшим, щоб не доводилось використовувати прийом зменшення хоббіта, а друге — менше, щоб Ґандальф (Іен Маккеллен) був у тісноті справжнього гобітського невеликого помешкання.
- Для зменшення гобітів і гномів були використані одні й ті ж лінзи, бо зріст акторів не вимагав вживати різні. Зріст Джона Ріс-Девіса більший від зросту акторів, що грали гобітів, як і у фільмі зріст Ґімлі більший від зросту самих гобітів.
- На святі Дня народження Більбо мали бути присутні 144 гобіти, але з метою економії запросили лише 100 акторів.
- У перший день знімання було відзнято сцену, коли гобіти ховаються від Чорного Вершника під корінням дерева.
- Для контролю за рівнем трави у Гобітоні слідкували садівники, які випасали овець, коли треба було підстригти зелень.
- Під час однієї з бійок Вігго Мортенсену зламали зуба, він хотів приклеїти його суперклеєм, але Джексон відвів актора до стоматолога.
- Акторка Лів Тайлер (Арвен) забула накладні гострі вуха в автомобілі, на приладовій панелі, і вони розтанули, доки вона повернулась за ними.
- Стріли Леґоласа у фінальній сцені згенеровані на комп'ютері, адже людина не здатна стріляти з лука з такою швидкістю.
- У фільмі декілька разів озвучено назви розділів з книг «Гобіт» та «Володар перснів» (наприклад, Більбо пише Розповідь гобіта, де розділи мають відповідні назви; або герої називають події саме за тими розділами, в яких вони описувались: так Ґандальф пригадує «Загадки у темряві»).
- Під час знімання стрічки у Новій Зеландії був призначений Міністр зі справ, пов'язаних з питаннями знімання «Володаря Перснів», адже фільм зробив неабиякий внесок у бюджет країни (близько 200 млн доларів).
- Режисер Пітер Джексон знявся в епізодичних ролях кожної з трьох частин трилогії. У першому фільмі він зіграв мешканця Брі, якого гобіти зустріли під дощем. У другій частині він грав охоронця Горнбурґа, що кидає у ворогів спис. А у заключній стрічці кінотрилогії був боцманом піратів, якого вбив Леґолас.
- Крістофер Лі, що грав Сарумана, був знайомий з Толкіном і добре знає його твори.